# Grua pòrtic

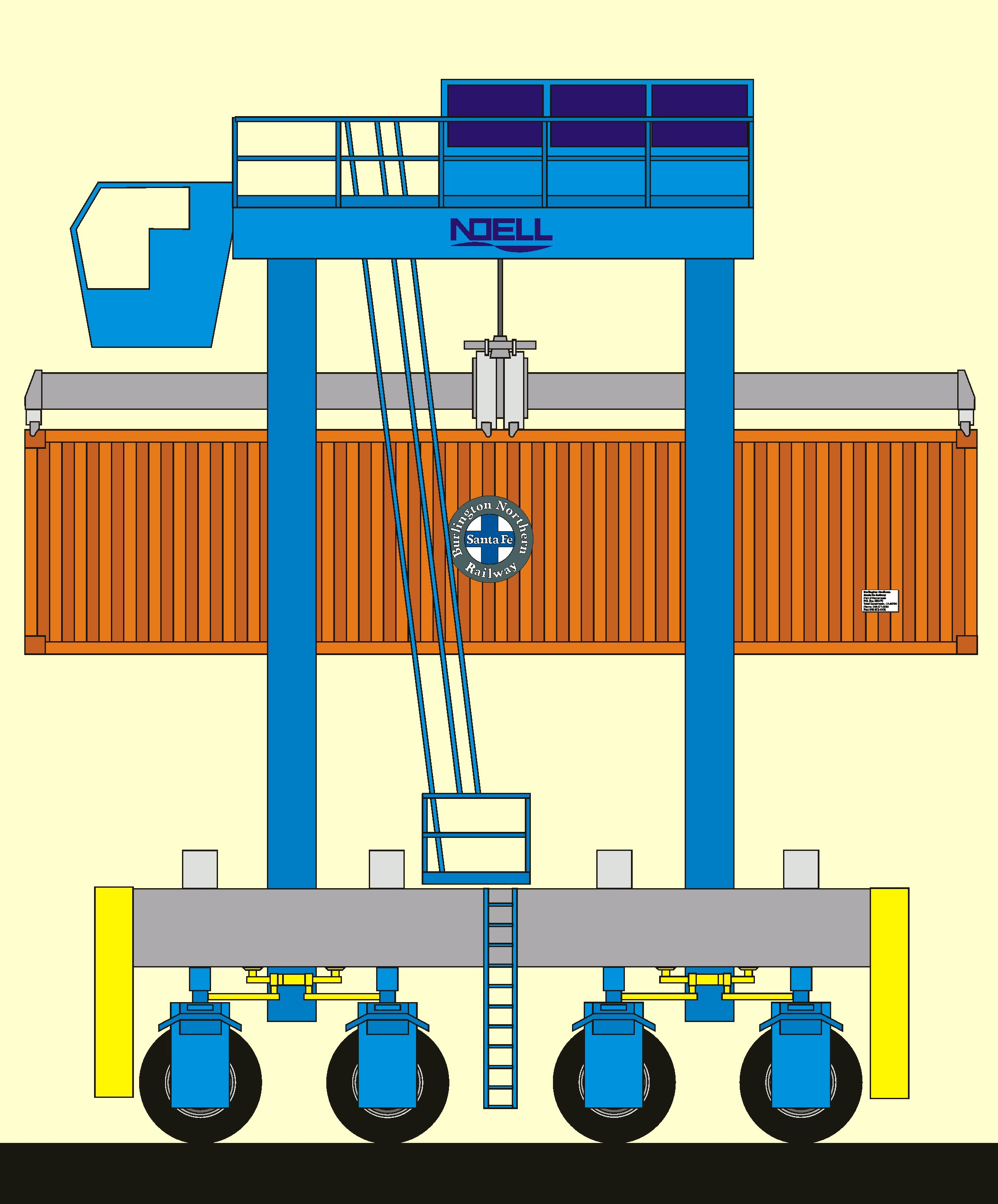
Grua pòrtic

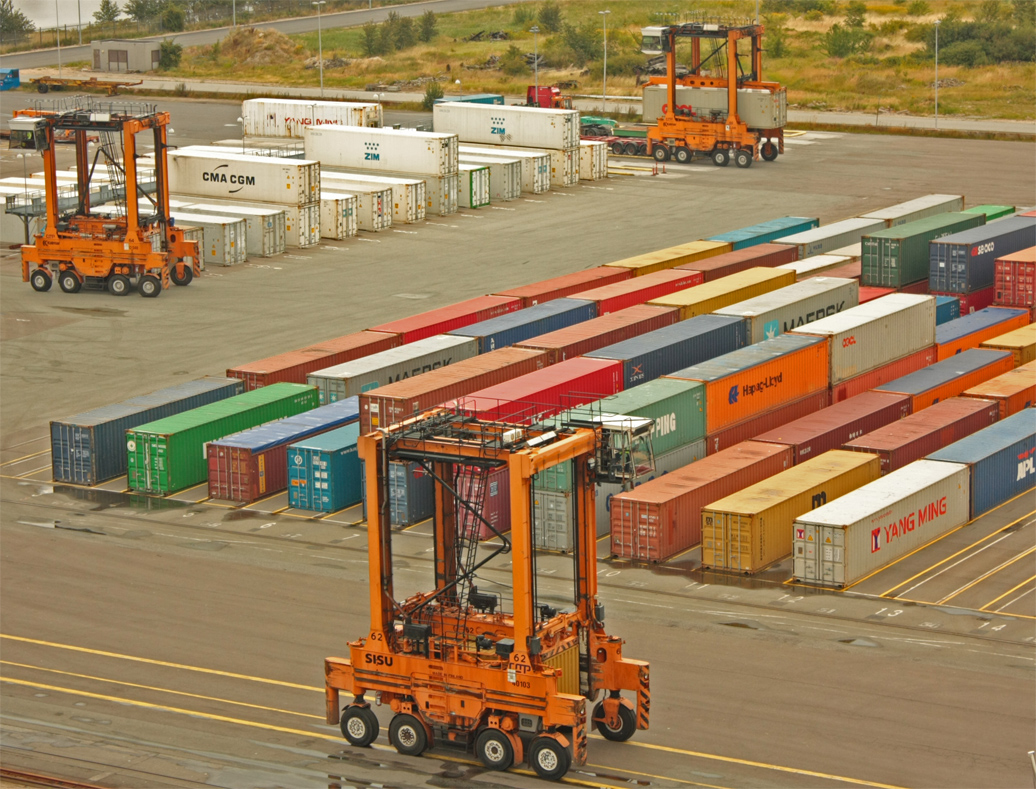
Grua pòrtic al port de Copenhaguen

Una grua pòrtic és un equip mòbil especial per al transport de contenidors ISO. S'utilitza per manipular els contenidors dins de les terminals de contenidors de ports, carregant, descarregant i apilant els contenidors. El vehicle consisteix en una estructura en forma de pòrtic i un sistema d'aixecament que es pot desplaçar en direcció vertical amb l'ajuda d'un cabrestant i serveix per hissar el contenidor. Durant el desplaçament de la grua pòrtic, el contenidor va allotjat en el buit de l'estructura. Pot aixecar fins a 60 tones, que equival a dos contenidors a plena càrrega. A més a més, una grua pòrtic pot apilar contenidors fins a quatre altures.
L'estructura està proveïda d'un tren de conducció amb vuit rodes, gràcies al qual pot desplaçar-se per la terminal de contenidors o la terminal de càrrega. Aconsegueixen com a màxim 30 km/h de velocitat quan traslladen contenidors carregats. Els carretons pòrtic no circulen per carreteres. La cabina del conductor està situada a la part superior de l'estructura de manera que la visibilitat cap endavant i cap enrere sigui màxima. La grua pòrtic s'aproxima per la part superior d'un contenidor que es troba a terra o en un remolc; l'spreader s'acobla a les quatre cantonades del contenidor gràcies a un mecanisme hidràulic i és llavors quan s'eleva i transporta.